# تکل، ماسالی
تکل، ماسالی (به لاتین: Təklə, Masally) یک منطقهٔ مسکونی در جمهوری آذربایجان است که در شهرستان ماساللی واقع شده‌است.

## خصوصیات
تکل ۱٬۶۲۳ نفر جمعیت دارد.